# NGC 2260
NGC 2260 – gromada otwarta znajdująca się w gwiazdozbiorze Jednorożca. Odkrył ją William Herschel 1 stycznia 1786 roku. Jest położona w odległości ok. 6,5 tys. lat świetlnych od Słońca.